# Тенапанор
Тенапанор — лекарственный препарат для лечения синдрома раздражённого кишечника с запорами. Одобрен для применения: США (2019).

## Механизм действия
Ингибитор NHE3.

## Показания
- Синдром раздражённого кишечника с запорами у взрослых[3].
- Гиперфосфатемия[4]

## Противопоказания
- обструкция кишечника